# Passiflora mandonii
Passiflora mandonii är en passionsblomsväxtart som först beskrevs av Maxwell Tylden Masters, och fick sitt nu gällande namn av Ellsworth Paine Killip. Passiflora mandonii ingår i släktet passionsblommor, och familjen passionsblomsväxter. Inga underarter finns listade i Catalogue of Life.